# ヤン・トメク
ヤン・トメク (チェコ語: Jan Tomek、1992年1月29日 - ) は、チェコ共和国モラヴィア・スレスコ州フリーデク＝ミーステク出身の野球選手。チェコ・エクストラリーガのアローズ・オストラヴァに所属。

## 経歴
2022年9月13日に第5回WBC予選のチェコ代表に選出された。
2023年3月に開催された第5回WBC本戦のチェコ代表にも選出された。日本戦に登板しており、試合後に大谷翔平にサイン入りのユニフォームをプレゼントしている。

## 選手としての特徴
コントロールに優れている投手であり持ち球は主にフォーシーム、カーブ、フォーク、チェンジアップ、スライダーで打たせて取るピッチングが持ち味である。

## 詳細情報

### 代表歴
- 2023 ワールド・ベースボール・クラシック予選 チェコ代表
- 2023 ワールド・ベースボール・クラシック・チェコ代表